# وحید مطلب
وحید مطلب متولد ۱۳۰۶ نماینده معمم از حوزه کلیبر آذربایجان شرقی بود. او در انتخابات میاندوره مجلس شورای اسلامی با کسب تعداد آرا: ۲۱٫۶۹۰ برابر با ۷۶٫۱۰ درصد آرا وارد اولین دوره مجلس شورای اسلامی شد.